# جورج سيلاس بيترز
جورج سيلاس بيترز (بالإنجليزية: George Silas Peters)‏ هو سياسي أمريكي، ولد في 11 أكتوبر 1846 في مقاطعة بيكاواي في الولايات المتحدة، وتوفي في 27 أغسطس 1928 في كولومبوس في الولايات المتحدة. حزبياً، نشط في الحزب الديمقراطي.